# Sappy (EP)
Sappy (estilizado em letras maiúsculas) é o segundo extended play japonês (nono em geral) do grupo feminino sul-coreano Red Velvet. Foi lançado pela Avex Trax em 29 de maio de 2019. O EP apresenta seis faixas, incluindo a faixa-título "Sappy", "Sayonara", "Swimming Pool" e as versões japonesas de seus singles coreanos "Rookie", "Peek-a-Boo" e "Power Up".

## Lançamento
Sappy foi lançado em duas edições físicas: um CD somente Primeira Prensagem Edição Limitada e um CD+DVD Edição Regular. Também foi lançado como download digital.

## Recepção
O EP estreou na posição quatro na Oricon Albums Chart em sua primeira semana com 14.769 cópias físicas vendidas. Ele também estreou no número 4 no Hot Albums da Billboard Japan.  O EP também ficou em 61º lugar no Top Download Albums da Billboard Japan e no número 4 nas vendas de Top Albums com 16.140 cópias estimadas vendidas.

## Lista de faixas
| Download digital / CD |                                  |                 | |                                     |         |  |
| N.º                   | Título                           | Letras          | Música | Arranjo                             | Duração |  |
| 1.                    | "Sappy"                          | MEG.ME          | Maria Marcus Andreas Oberg Emyli                                                                                    |                                     | 3:19    |  |
| 2.                    | "Swimming Pool"                  | Hidenori Tanaka | |                                     | 3:20    |  |
| 3.                    | "Sayonara"                       | Daisuke Nojima  | Shin Hyuk Kyum Lyk Ashley Alisha                                                                                    | JJ Evans                            | 3:15    |  |
| 4.                    | "Peek-A-Boo" (Versão em japonês) |                 | Moonshine Cazzi Opeia Ellen Berg Tollbom                                                                            | Moonshine                           | 3:09    |  |
| 5.                    | "Rookie" (Versão em japonês)     |                 | Jamil 'Digi' Chammas Leven Kali Sara Forsberg Karl Powell Harrison Johnson MZMCO tha 'Vakseen' Davis III Tay Jasper | The Colleagues Jamil 'Digi' Chammas | 3:16    |  |
| 6.                    | "Power Up" (Versão em japonês)   |                 | Ellen Berg Tollbom Cazzi Opeia Jonatan Gusmark Ludvig Evers                                                         | Jonatan Gusmark Ludvig Evers        | 3:25    |  |
| Duração total:        | Duração total:                   | Duração total:  | Duração total: | Duração total:                      | 19:44   |  |

| CD+DVD |                                                           |         |  |
| N.º    | Título                                                    | Duração |  |
| 1.     | "Sappy" (Videoclipe)                                      |         |  |
| 2.     | "#Cookie Jar" (Videoclipe)                                |         |  |
| 3.     | "Sappy" (Bastidores do videoclipe)                        |         |  |
| 4.     | "Sappy" (Bastidores do ensaio fotográfico)                |         |  |
| 5.     | "#Cookie Jar" (Bastidores do videoclipe)                  |         |  |
| 6.     | "#Cookie Jar" (Bastidores do ensaio fotográfico)          |         |  |
| 7.     | "Red Velvet 1st Concert "Red Room" in Japan" (Bastidores) |         |  |
| 8.     | "ReVeluv-Baby Premium Party" (Resumo)                     |         |  |

## Desempenho nas tabelas
| Tabela musical (2019)        | Melhor posição |
| ---------------------------- | -------------- |
| Japan Hot Albums (Billboard) | 4              |
| Japanese Albums (Oricon)     | 4              |